# Gloeocystidiopsis salmonea
Gloeocystidiopsis salmonea är en svampart som först beskrevs av Edward Angus Burt, och fick sitt nu gällande namn av Boidin, Lanq. & Gilles 1997. Gloeocystidiopsis salmonea ingår i släktet Gloeocystidiopsis och familjen Peniophoraceae.   Inga underarter finns listade i Catalogue of Life.